# Julie E. Czerneda

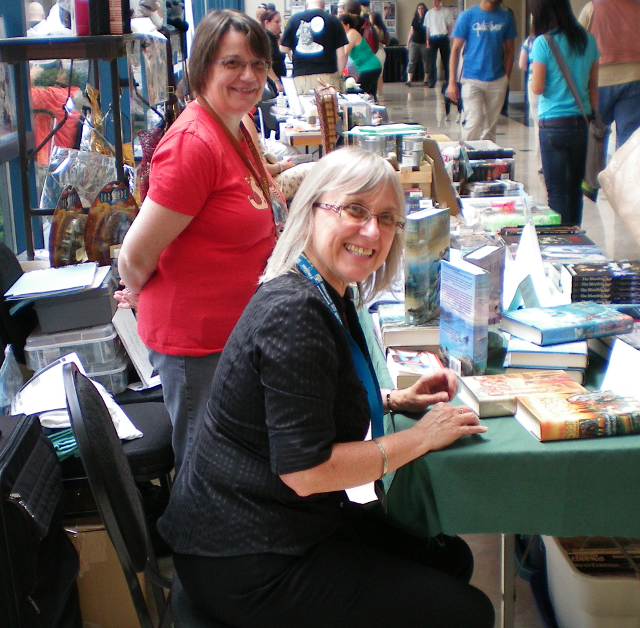
Julie Czerneda auf der Polaris 26 Convention 2012

Julie Elizabeth Czerneda (geboren am 11. April 1955 in Exeter, Ontario) ist eine kanadische Science-Fiction- und Fantasy-Autorin und Herausgeberin von Anthologien.

## Leben
Czerneda ist die Tochter von Everett Norman und Joy Margaret Norman, geborene Starink. Sie studierte Biologie an der University of Waterloo, wo sie 1976 mit einem Bachelor with Honours abschloss. Im gleichen Jahr heiratete sie den Computerfachmann Roger Henry Czerneda, mit dem sie zwei Kinder hat. Nach postgradualem Studium an der University of Saskatchewan und der Queen’s University in Kingston (Ontario) arbeitete sie bis 1982 an der University of Waterloo. Ab 1985 war sie Autorin und Herausgeberin, von 1991 bis 1998 leitete sie die von ihr gegründete Firma Czerneda Publishing. Neben ihren literarischen Arbeiten hat sie mehrere Bücher über Karriereplanung für Frauen  veröffentlicht und gibt Workshops zu diesem Thema und für kreatives Schreiben.
Ihre erste SF-Kurzgeschichte First Contact Inc. erschien 1997 in der von Martin Greenberg und Larry Segriff herausgegebenen Anthologie First Contact bei DAW Books, wo auch ihre weiteren Bücher erschienen. Im gleichen Jahr veröffentlichte sie ihren ersten Roman  A Thousand Words for Stranger, zugleich erster Band der The Clan Chronicles-Serie mit inzwischen insgesamt neun Romanen, der bei den Locus Awards 1998 auf den 9. Platz kam. 1998 erschien Beholder’s Eye, erster Band der inzwischen zur Trilogie angewachsenen Web Shifters-Serie, mit dem sie im gleichen Jahr für den John W. Campbell Award for Best New Writer in Science Fiction nominiert war.
Ihre SF ist großenteils der Space Opera zuzurechnen, wobei die überzeugende Darstellung außerirdischer Spezies und Biologien und in Verbindung damit des (Erst-)Kontakts zwischen Menschen und Aliens eine zentrale Stellung einnehmen.

## Auszeichnungen
- 1991/1992: Stipendium des Ontario Arts Council
- 2001: Romantic Times Reviewers' Choice in der Kategorie Best SF-Novel für In the Company of Others
- 2002: Aurora Award in der Kategorie Best Long Form in English für In the Company of Others
- 2002: Aurora Award in der Kategorie Best Short Form in English für Left Foot on A Blind Man
- 2003: Golden Duck Award in der Kategorie Best Science and Technology Education für die Reihe Tales from the Wonder Zone
- 2004: Aurora Award in der Kategorie Best Editor für Space, Inc.
- 2007: Alumni of Honour Award der University of Waterloo[1]
- 2008: Aurora Award in der Kategorie Best Editor für Under Cover of Darkness (mit Jana Paniccia)
- 2014: Aurora Award in der Kategorie Best Novel für A Turn of Light
- 2015: Aurora Award in der Kategorie Best Novel für A Play of Shadow
- 2020: Aurora Award in der Kategorie Best Novel für The Gossamer Mage

## Bibliografie
Romane
- In the Company of Others (2001)
- The Gossamer Mage (2019)

The Clan Chronicles-Serie:
- 1 Trade Pact
  - A Thousand Words for Stranger (1997)
  - Ties of Power (1999)
  - To Trade the Stars (2002)
- 2 Stratification
  - Reap the Wild Wind (2007)
  - Riders of the Storm (2008)
  - Rift in the Sky (2009)
- 3 Reunification
  - This Gulf of Time and Stars (2015)
  - The Gate to Futures Past (2016)
  - To Guard Against the Dark (2017)

Web Shifters-Serie:
- Beholder's Eye (1998)
- Changing Vision (2000)
- Hidden in Sight (2003)

Species Imperative-Serie:
- 1 Survival (2004)
- 2 Migration (2005)
- 3 Regeneration (2006)
- Species Imperative (Sammelausgabe von 1–3; 2014)

Night's Edge-Serie:
- A Turn of Light (2013)
- A Play of Shadow (2014)
- A Dragon for William (2019, Kurzroman)

Kurzgeschichten
1997:
- First Contact Inc. (1997, in: Martin H. Greenberg und Larry Segriff (Hrsg.): First Contact)

1998:
- Dear John (in: Odyssey #6, September/October 1998)
- ’Ware the Sleeper (1998, in: Martin H. Greenberg und Larry Segriff (Hrsg.): Battle Magic)

1999:
- Prospect Park (1999, in: Julie E. Czerneda: Packing Fraction and Other Tales of Science and Imagination)

2000:
- The Midas Spell (2000, in: Martin H. Greenberg und Larry Segriff (Hrsg.): Spell Fantastic)
- The Passenger (2000, in: Laura Anne Gilman und Jennifer Heddle (Hrsg.): Treachery and Treason)
- Down on the Farm (2000, in: Martin H. Greenberg und Larry Segriff (Hrsg.): Far Frontiers)
- First Contact… (in: Parsec, Fall 2000)

2001:
- Left Foot on a Blind Man (2001, in: Martin H. Greenberg und Larry Segriff (Hrsg.): Silicon Dreams)

2002:
- Prism (2002, in: Sheila E. Gilbert und Elizabeth R. Wollheim (Hrsg.): Science Fiction: DAW 30th Anniversary)

2003:
- Bubbles and Boxes (2003, in: Mike Resnick (Hrsg.): New Voices in Science Fiction)
- I Knew a Guy Once (2003)

2004:
- The Franchise (2004, in: Martin H. Greenberg und John Helfers (Hrsg.): Space Stations)
- Brothers Bound (2004, in: Martin H. Greenberg und Alexander Potter (Hrsg.): Sirius: The Dog Star)
- Out of China (2004, in: Julie E. Czerneda und Isaac Szpindel (Hrsg.): ReVisions)
- Birthday Jitters (2004, in: Martin H. Greenberg und Russell Davis (Hrsg.): Haunted Holidays)

2005:
- What Sleeps in the Shallows Belongs to the Deep (2005, in: Allen Steele, Julie E. Czerneda und Steven Brust (Hrsg.): Eeriecon Chapbook #4; auch: What Sleeps in the Shallows Belongs to the Depths, 2006)
- Peel (2005, in: Martin H. Greenberg und John Helfers (Hrsg.): In the Shadow of Evil)

2006:
- No Place Like Home (2006, in: Marvin Kaye (Hrsg.): Forbidden Planets)

2007:
- Ascent (2007, in: Martin H. Greenberg und Daniel M. Hoyt (Hrsg.): Fate Fantastic)

2008:
- The Gossamer Mage: Intended Words (in: Jim Baen’s Universe, December 2008)

2009:
- The Forever Brotherhood (2009, in: Mark Leslie (Hrsg.): Campus Chills)

2012:
- Charity (2012, in: Ed Greenwood und Gabrielle Harbowy (Hrsg.): When the Villain Comes Home)

2014:
- A Taste for Murder (2014, in: Ian Whates (Hrsg.): Solaris Rising 3: The New Solaris Book of Science Fiction)

2016:
- No Place Like Home (2016)

2017:
- Road Rage (2017, in: Patricia Bray und Joshua Palmatier (Hrsg.): All Hail Our Robot Conquerors!)

2018:
- A Hold Full of Truffles (2018, in: Julie E. Czerneda: Tales from Plexis)
- Foster Earth (in: Amazing Stories, Fall/Worldcon 2018)

Anthologien
- Packing Fraction and Other Tales of Science and Imagination (1999)
- Space Inc. (2003)
- mit Isaac Szpindel: ReVisions (2004)
- mit Allen Steele und Steven Brust: Eeriecon Chapbook #4 (2005)
- mit Jana Paniccia: Under Cover of Darkness (2007)
- Misspelled (2008)
- Ages of Wonder (2009) with Rob St. Martin
- mit Susan MacGregor: Tesseracts Fifteen: A Case of Quite Curious Tales (2011)
- 51 Nebula Awards Showcase 2017 (2017)

Realms of Wonder-Serie
- Summoned To Destiny (2004)
- Fantastic Companions (2005)
- mit Genevieve Kierans: Mythspring (2006)

Tales from the Wonder Zone-Serie:
- Stardust (2001)
- Explorer (2002)
- Orbiter (2002)
- Odyssey (2004)
- Polaris: A Celebration of Polar Science (2007)

Sachliteratur
- Great careers for people interested in living things (1993)
- Great careers for people who like to work with their hands (1994)
- mit Victoria Vincent: Great careers for people interested in communications technology (1996)
- mit Anne Marie Males und Victoria Vincent: Great careers for people fascinated by government and the law (1996)

als Herausgeber:
- No Limits: Developing Scientific Literacy Using Science Fiction (1999)
- Packing Fraction & Other Tales of Science & Imagination (1998)